# Episodi di Extras (seconda stagione)
La seconda stagione della serie televisiva Extras è stata trasmessa nel Regno Unito sul canale BBC Two dal 21 luglio 2005 al 25 agosto 2005.
In Italia è andata in onda su Jimmy dal 23 giugno al 28 luglio 2007.
| nº | Titolo           | Prima TV UK       | Prima TV Italia |
| -- | ---------------- | ----------------- | --------------- |
| 1  | Orlando Bloom    | 14 settembre 2006 | 23 giugno 2007  |
| 2  | David Bowie      | 21 settembre 2006 | 30 giugno 2007  |
| 3  | Daniel Radcliffe | 21 settembre 2006 | 7 luglio 2007   |
| 4  | Chris Martin     | 5 ottobre 2006    | 14 luglio 2007  |
| 5  | Sir Ian McKellen | 12 ottobre 2006   | 21 luglio 2007  |
| 6  | Robert De Niro   | 19 ottobre 2006   | 28 luglio 2007  |